# 17è Festival Internacional de Cinema de Berlín
El 17è Festival Internacional de Cinema de Berlín va tenir lloc entre el 23 de juny i el 4 de juliol de 1967. L'os d'Or va ser atorgada a la pel·lícula belga Le départ dirigida per Jerzy Skolimowski.

## Jurat
Es va anunciar que el jurat del festival estaria format per les següents persones:
- Thorold Dickinson (president)
- Rüdiger von Hirschberg
- Knud Leif Thomsen
- Michel Aubriant
- Sashadhar Mukerjee
- Aleksandar Petrović
- Willard Van Dyke
- Manfred Delling

## Pel·lícules en competició
Les següents pel·lícules van competir per l'Os d'Or:
| Títol original                  | Director(s)              | País          |
| ------------------------------- | ------------------------ | ------------- |
| Alle Jahre wieder               | Ulrich Schamoni          | RFA           |
| Buđenje pacova                  | Živojin Pavlović         | Iugoslàvia    |
| El ABC del amor                 | Rodolfo Kuhn             | Argentina     |
| Het gangstermeisje              | Frans Weisz              | Països Baixos |
| Historien om Barbara            | Palle Kjærulff-Schmidt   | Dinamarca     |
| Här har du ditt liv             | Jan Troell               | Suècia        |
| Il fischio al naso              | Ugo Tognazzi             | Itàlia        |
| La Collectionneuse              | Éric Rohmer              | França        |
| La notte pazza del conigliaccio | Alfredo Angeli           | Itàlia        |
| Le départ                       | Jerzy Skolimowski        | Bèlgica       |
| Le mur                          | Serge Roullet            | França        |
| Le vieil homme et l'enfant      | Claude Berri             | França        |
| Liv                             | Pål Løkkeberg            | Noruega       |
| Livet är stenkul                | Jan Halldoff             | Suècia        |
| Paranoia                        | Adriaan Ditvoorst        | Països Baixos |
| San                             | Mladomir Puriša Đorđević | Iugoslàvia    |
| Sekishun                        | Noboru Nakamura          | Japó          |
| The Whisperers                  | Bryan Forbes             | Regne Unit    |
| To prosopo tis Medousas         | Nikos Koundouros         | Grècia        |
| Tätowierung                     | Johannes Schaaf          | RFA           |

## Premis

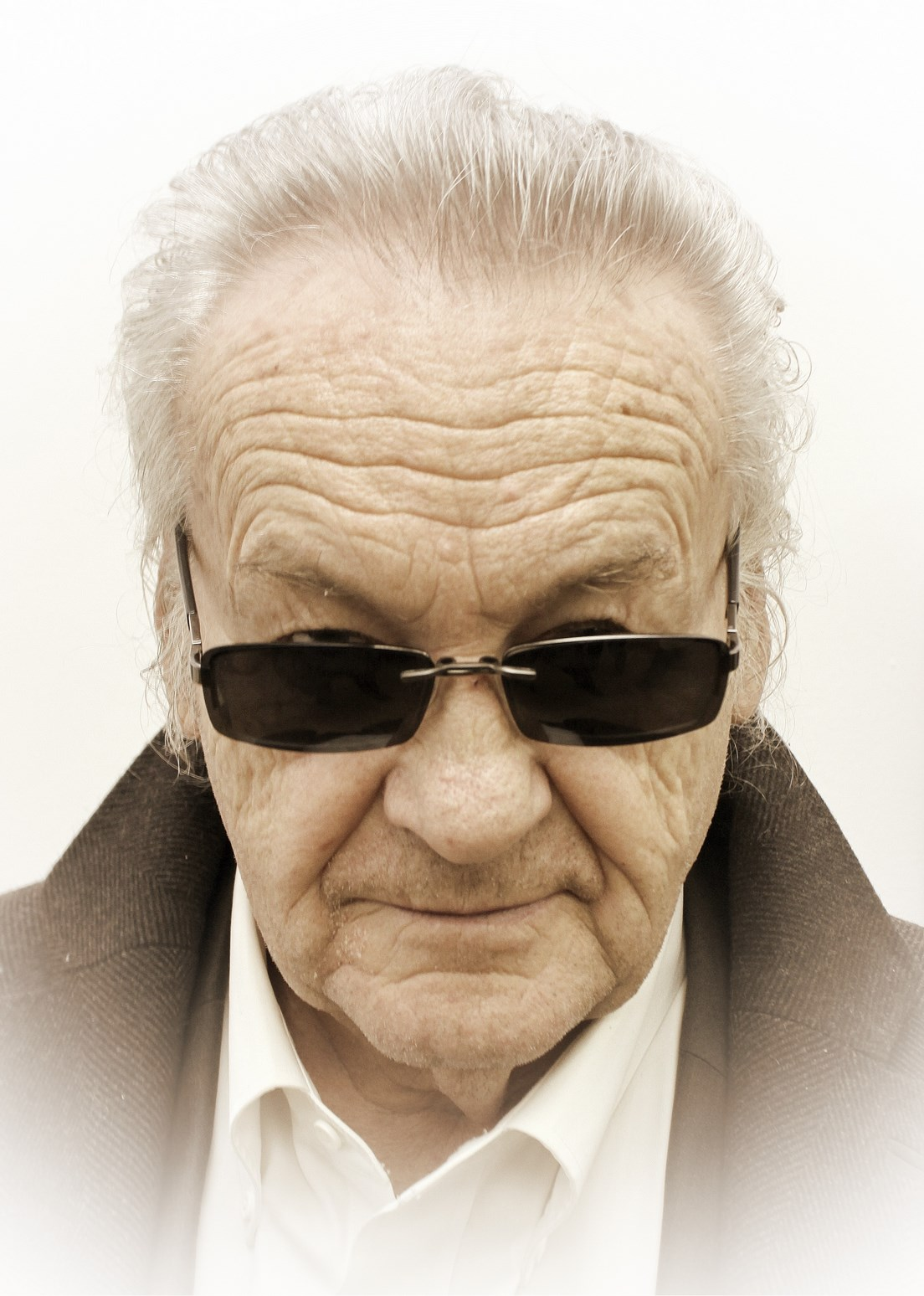
Jerzy Skolimowski, guanyador de l'Os d'Or

El jurat va atorgar els següents premis:
- Os d'Or: Le départ de Jerzy Skolimowski
- Os de Plata a la millor direcció: Živojin Pavlović per Buđenje pacova
- Os de Plata a la millor interpretació femenina: Edith Evans per The Whisperers
- Os de Plata a la millor interpretació masculina: Michel Simon per Le vieil homme et l'enfant
- Os de Plata Premi Extraordinari del Jurat: 
  - Michael Lentz per Alle Jahre wieder
  - Éric Rohmer per La Collectionneuse
- Premi Festival de la Joventut
  - Millor pel·lícula adaptada per la joventut: La Collectionneuse de Éric Rohmer
- Premi FIPRESCI
  - Alle Jahre wieder d'Ulrich Schamoni
- Premi Interfilm 
  - Här har du ditt liv de Jan Troell i Le vieil homme et l'enfant de Claude Berri
- Premi Interfilm Award – Menció honorífica
  - The Whisperers de Bryan Forbes
- Premi OCIC 
  - The Whisperers de Bryan Forbes
- Premi C.I.C.A.E.
  - Här har du ditt liv de Jan Troell
- Premi C.I.D.A.L.C.
  - Här har du ditt liv de Jan Troell
- Premi C.I.D.A.L.C. Gandhi 
  - Le vieil homme et l'enfant de Claude Berri
- Premi UNICRIT 
  - Le départ de Jerzy Skolimowski